# Хомяковка (Ивано-Франковский район)
Хомяковка (укр. Хом'яківка) — село в Тысменицкой городской общине Ивано-Франковского района Ивано-Франковской области Украины.
Население по переписи 2001 года составляло 966 человек. Занимает площадь 12,46 км². Почтовый индекс — 77408. Телефонный код — 03436.